# Moulay Ali Cherif

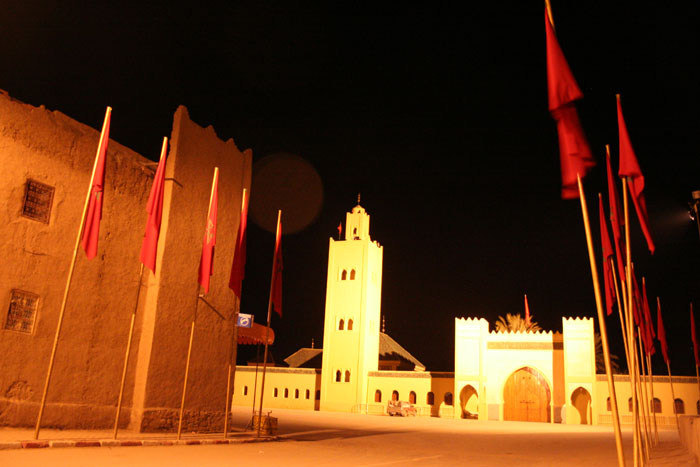
Moulay Ali Cherifs mausoleum aan de zuidelijke rand van Rissani

Moulay Ali Cherif (Arabisch: مولاي علي الشريف Mawlāy ˤAlī Sharīf') (Rissani, 9 november 1589 - 5 juni 1659) wordt gezien als de stichter van de Arabische Alaouidynastie in Marokko in de 17e eeuw. 
Hij werd geboren als Mohammed ibn Ali, zoon van Ali, sjarief van Marrakesh.
In de anarchie die volgde op de dood van de Saadische heerser Ahmed I el-Mansour (1578-1603), nam hij in 1631 de macht over in Tafilalt. Hij abdiceerde in 1636 ten gunste van de oudste van zijn vijftien zonen, Mohammed.
Een andere zoon, Rashid, slaagde erin de laatste van de Saadi te onttronen en werd de eerste sultan van Marokko.